# Cathy Downs
Cathy Downs (Port Jefferson, 3 marzo 1926 – Los Angeles, 8 dicembre 1976) è stata un'attrice statunitense.

## Biografia
Cathy Downs iniziò la sua carriera cinematografica con un piccolo ruolo in Donne e diamanti (1945) e l'anno successivo interpretò il personaggio della maestrina Clementine Carter nel western Sfida infernale (1946) di John Ford, accanto a Henry Fonda e Victor Mature.
Il successo ottenuto con Sfida infernale le consentì di ottenere altri ruoli nel dramma carcerario Per te io muoio (1947), nel film commedia Gianni e Pinotto contro i gangsters (1948) e in diversi altri film western.
Agli inizi degli anni cinquanta partecipò ad alcune pellicole a basso budget, tra le quali il fantascientifico Missili sulla luna (1958), che fu la sua ultima apparizione sul grande schermo. In seguito lavorò sporadicamente per la televisione.
Sposata dal 1952 al 1955 con il golfista Joe Kirkwood Jr., Cathy Downs morì a Los Angeles nel 1976.

## Filmografia

### Cinema
- Il cavallino d'oro (Diamond Horseshoe), regia di George Seaton (1945) (non accreditata)
- Festa d'amore (State Fair), regia di Walter Lang (1945) (non accreditata)
- Donne e diamanti (The Dolly Sisters), regia di Irving Cummings (1945) (non accreditata)
- Il grattacielo tragico (The Dark Corner), regia di Henry Hathaway (1946)
- Ogni donna ha il suo fascino (Do You Love Me), regia di Gregory Ratoff (1946) (non accreditata
- Sfida infernale (My Darling Clementine), regia di John Ford (1946)
- Per te io muoio (For You I Die), regia di John Reinhardt (1947)
- Pian della morte (Panhandle), regia di Lesley Selander (1948)
- Gianni e Pinotto contro i gangsters (The Noose Hangs High), regia di Charles Barton (1948)
- I lancieri del deserto (Massacre River), regia di John Rawlins (1949)
- La frusta di fuoco (The Sundowners), regia di George Templeton (1950)
- Una manciata d'odio (Short Grass), regia di Lesley Selander (1950)
- Joe Palooka in Triple Cross, regia di Reginald Le Borg (1951)
- Gobs and Gals, regia di R.G. Springsteen (1952)
- Bandits of the West, regia di Harry Keller (1953)
- The Flaming Urge, regia di Harold Ericson (1953)
- The Phantom from 10,000 Leagues, regia di Dan Milner (1955)
- The Big Tip Off, regia di Frank McDonald (1955)
- The She-Creature, regia di Edward L. Cahn (1956)
- Kentucky Rifle, regia di Carl K. Hittleman (1956)
- La pantera del West (The Oklahoma Woman), regia di Roger Corman (1956)
- I giganti invadono la Terra (The Amazing Colossal Man), regia di Bert I. Gordon (1957)
- Curfew Breakers, regia di Alexander J. Wells (1957)
- Missili sulla luna (Missile to the Moon), regia di Richard E. Cunha (1958)

### Televisione
- Squadra mobile (Racket Squad) – serie TV, 1 episodio (1952)
- The Unexpected – serie TV, 1 episodio (1952)
- The Life of Riley – serie TV, 1 episodio (1953)
- Mr. & Mrs. North – serie TV, 1 episodio (1953)
- Il cavaliere solitario (The Lone Ranger) – serie TV, 1 episodio (1954)
- The Adventures of Falcon – serie TV, 1 episodio (1954)
- The Joe Palooka Story – serie TV, 25 episodi (1954-1955)
- The Eddie Cantor Comedy Theater – serie TV, episodio 1x34 (1955)
- Hallmark Hall of Fame – serie TV, 1 episodio (1955)
- The Whistler – serie TV, episodio 1x16 (1955)
- The Great Gildersleeve – serie TV, 1 episodio (1955)
- Soldiers of Fortune – serie TV (1956)
- The Millionaire – serie TV, 1 episodio (1956)
- Matinee Theatre – serie TV, 3 episodi (1956-1957)
- Broken Arrow – serie TV, episodio 2x14 (1957)
- Flight – serie TV, episodio 1x03 (1958)
- Tombstone Territory – serie TV, 2 episodi (1958-1959)
- Bat Masterson – serie TV, 2 episodi (1959-1960)
- Gli uomini della prateria (Rawhide) – serie TV, episodio 3x27 (1961)
- Surfside 6 – serie TV, episodio 2x23 (1962)
- Perry Mason – serie TV, episodio 9x07 (1965)

## Riconoscimenti
- Hollywood Walk of Fame
  - 1960 – Stella

## Doppiatrici italiane
- Micaela Giustiniani in Sfida infernale
- Rita Savagnone in I giganti invadono la Terra